# Estació de Peu del Funicular
Peu del Funicular és una estació de la xarxa de Ferrocarrils de la Generalitat de Catalunya (FGC) que pertany a les línies suburbanes S1 i S2 de la línia Barcelona-Vallès i que s'ubica a l'entrada del túnel que travessa la serra de Collserola, al districte de Sarrià - Sant Gervasi de Barcelona. Per sobre l'estació del tren també hi ha l'estació inferior del funicular de Vallvidrera, enllaçada amb un ascensor amb el vestíbul i amb l'andana direcció Sant Cugat Centre del tren.
Les andanes de l'estació eren i són tan curtes, que fa que hi hagi una estretíssima andana al costat de l'escala que es fa servir només per baixar els passatgers del quart vagó de cada tren, i que s'habilità degut a la poca llargada de l'estació. Fins i tot fent servir aquesta estreta andana, el primer vagó de cada tren (últim pels trens en direcció Barcelona) queda fora de l'estació i no hi obre les portes.
L'any 2016 va registrar l'entrada de 412.885 passatgers.

## Serveis ferroviaris
| Procedència/Destinació          | <        | Línia                  | >                       | Procedència/Destinació  |
| ------------------------------- | -------- | ---------------------- | ----------------------- | ----------------------- |
| Línia Barcelona-Vallès de FGC   |          |                        |                         |                         |
| Barcelona - Pl. Catalunya       | Sarrià   |                        | Baixador de Vallvidrera | Terrassa Nacions Unides |
| Barcelona - Pl. Catalunya       | Sarrià   | Sabadell Parc del Nord | Baixador de Vallvidrera |                         |
| Funicular de Vallvidrera de FGC |          |                        |                         |                         |
| terminal                        | terminal |                        | Carretera de les Aigües | Vallvidrera Superior    |

## Accessos
- Avinguda de Vallvidrera